# Долішній Цибир
Долішній Ци́бир (болг. Долни Цибър) — село в Монтанській області Болгарії. Входить до складу общини Вилчедрим.

## Населення
За даними перепису населення 2011 року у селі проживали 1586 осіб.
Національний склад населення села:
| Національність   | Кількість осіб | Відсоток |
| ---------------- | -------------- | -------- |
| цигани           | 1216           | 81,0%    |
| болгари          | 265            | 17,7%    |
| турки            | 10             | 0,7%     |
| інша             | 3              | 0,2%     |
| не визначились   | 7              | 0,5%     |
| Всього відповіли | 1501           |          |

Розподіл населення за віком у 2011 році:
Динаміка населення: